# Texaco

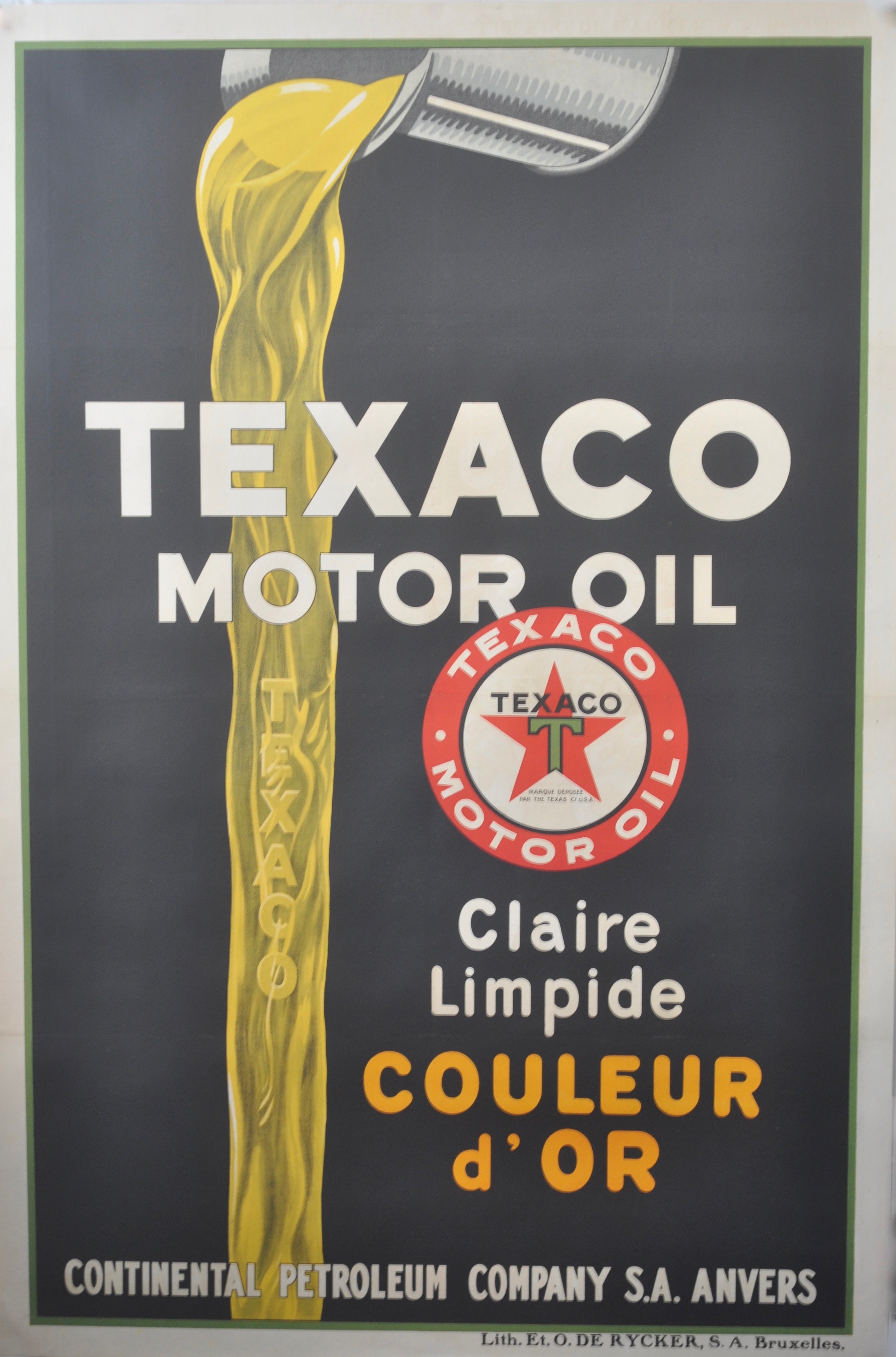
Texaco Afiche (1928)

La Texas Petroleum Company, más conocida como Texaco Petroleum Co, es una empresa petrolera estadounidense con sede en Nueva York. Fundada en 1902 con el nombre de The Texas Company, adoptó la denominación actual en 1959. Actualmente es una filial de Chevron Corporation.
Su objetivo social es la producción y comercialización de petróleo y productos derivados. Por su volumen de ventas (31 613 millones de dólares), ocupó en 1986 el tercer puesto entre las mayores empresas petroleras de Estados Unidos. En dicho año obtuvo unos beneficios netos de 725 millones de dólares y ocupó a 51 978 empleados. En febrero de 1984 adquirió la propiedad de la empresa petrolífera Getty Oil.
Suministró al bando sublevado petróleo durante la guerra civil española. En concreto, proveyó a Franco de un total de 1 886 000 toneladas de crudo, violando así la Ley de Embargo de 7 de enero de 1937 —sancionada por el Congreso de los Estados Unidos— que prohibía vender combustible a España.
Texaco extrajo petróleo como monopolio en la Amazonía ecuatoriana (en los Campos petroleros de Lago Agrio), desde 1967 hasta 1990 (junto a la local Petroecuador). Sus funciones fueron dar combustible al Ecuador. A raíz de importantes problemas de salud pública debidos a la contaminación, los pueblos indígenas de Ecuador representados por el abogado local Pablo Fajardo interpusieron una demanda judicial multimillonaria contra la empresa. Esta demanda utilizó como prueba el denominado informe Yana Curi de Miguel San Sebastián. Una corte de distrito de Estados Unidos resolvió en contra de Chevron, y a favor de Petroecuador, liberando a ésta del reclamo judicial, por considerar que no era responsable de las condiciones de un contrato que no firmó. Este veredicto fue respaldado por la Corte de Apelaciones de segunda instancia de Nueva York. Finalmente, la Corte Suprema de los Estados Unidos rechazó la última apelación de Chevron, dejando firme lo resuelto en la instancia anterior a favor de Petroecuador.
En 2001 se fusionó con Chevron Corporation para formar ChevronTexaco y en 2007 se denominó solo con el nombre de Chevron Petroleum Company.